# Гуе, Михаэл Ян де
Михаэл Ян де Гуе (нидерл. Michael Jan de Goeje; 13 августа 1836, Дронрейп — 17 мая 1909, Лейден) — нидерландский историк, востоковед-арабист.

## Научная деятельность
С 1866 года — профессор Лейденского университета. С 1886 года — член-корреспондент Петербургской АН. Издал сочинение аль-Белазури: Liber expugnationis regionum. Pt 1—2. Lugduni Batavorum. 1863—1866.
Известен также критическими изданиями трудов средневековых арабоязычных историков и географов, в том числе аль-Истахри, Ибн Хаукаля, аль-Мукаддаси, Кудамы, Ибн Хордадбеха, Ибн Руста и др.: Bibliotheca geographorum arabicorum. Ed. M.-J. de Goeje. T. 1—8. Lugduni Batavorum, 1870—1894.
Возглавлял группу европейских арабистов, осуществивших издание «Всеобщей истории» ат-Табари: Annales quos scripsit Abu Djafar… at-Tabari. Ser. 1—3. Lugduni Batavorum, 1879—1901.
Автор исследований о карматах и по истории Сирии, опубликованных в книге Mémoires d’histoire et de géographie orientales. 2 ed. V. 1—2. Leide, 1886—1900.